# Nu Puppis
Nu Puppis (ν Pup / ν Puppis) è una stella gigante azzurra di magnitudine 3,17 situata nella costellazione della Poppa. Dista 423 anni luce dal sistema solare.

## Osservazione
Si trova nell'emisfero celeste australe sulla linea di congiungimento fra le stelle Sirio e Canopo, molto più prossima a quest'ultima. La sua posizione moderatamente australe fa sì che questa stella sia osservabile specialmente dall'emisfero sud, in cui si mostra alta nel cielo nella fascia temperata; dall'emisfero boreale la sua osservazione risulta invece più penalizzata, specialmente al di fuori della sua fascia tropicale. Essendo di magnitudine 3,2, la si può osservare anche dai piccoli centri urbani senza difficoltà, sebbene un cielo non eccessivamente inquinato sia maggiormente indicato per la sua individuazione.
Il periodo migliore per la sua osservazione nel cielo serale ricade nei mesi compresi fra dicembre e maggio; nell'emisfero sud è visibile anche all'inizio dell'inverno, grazie alla declinazione australe della stella, mentre nell'emisfero nord può essere osservata limitatamente durante i mesi della tarda estate boreale.

## Caratteristiche fisiche

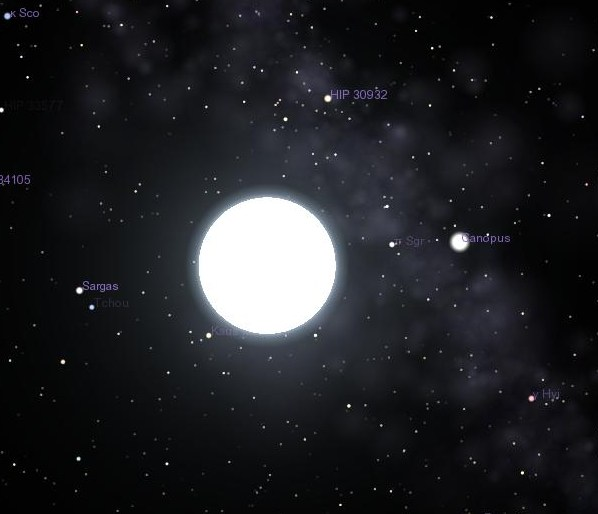
Nu Puppis in una simulazione di Celestia visto dalla distanza di 0,75 UA. Sulla destra è visibile Canopo, che a "soli" 85 anni luce di distanza da Nu Puppis brillerebbe di magnitudine -3,4

La stella è una azzurra di classe spettrale B8III; i modelli evolutivi prevedono che una stella di 5 masse solari, come Nu Puppis, sia nata come una stella di classe B circa 95 di milioni di anni fa, ed abbia terminato da qualche migliaio di anni la fusione dell'idrogeno nel suo nucleo. Ora si sta espandendo, ed entro tempi relativamente brevi su scala stellare diventerà una luminosa gigante rossa
Ha una magnitudine assoluta di -2,39, e considerando la radiazione ultravioletta emessa, è 1340 volte più luminosa del Sole. Nu Puppis mostra anche una piccola variabilità, di alcuni centesimi di magnitudine; alcuni database la catalogano come variabile cefeide mentre altri come variabile Beta Cephei